# Prințul Wilhelm, Duce de Södermanland
Prințul Wilhelm al Suediei și Norvegiei, Carl Wilhelm Ludvig (17 iunie 1884 - 5 iunie 1965), Duce de Södermanland, a fost al doilea fiu al regelui Gustav al V-lea al Suediei și a reginei Victoria de Baden.

## Biografie

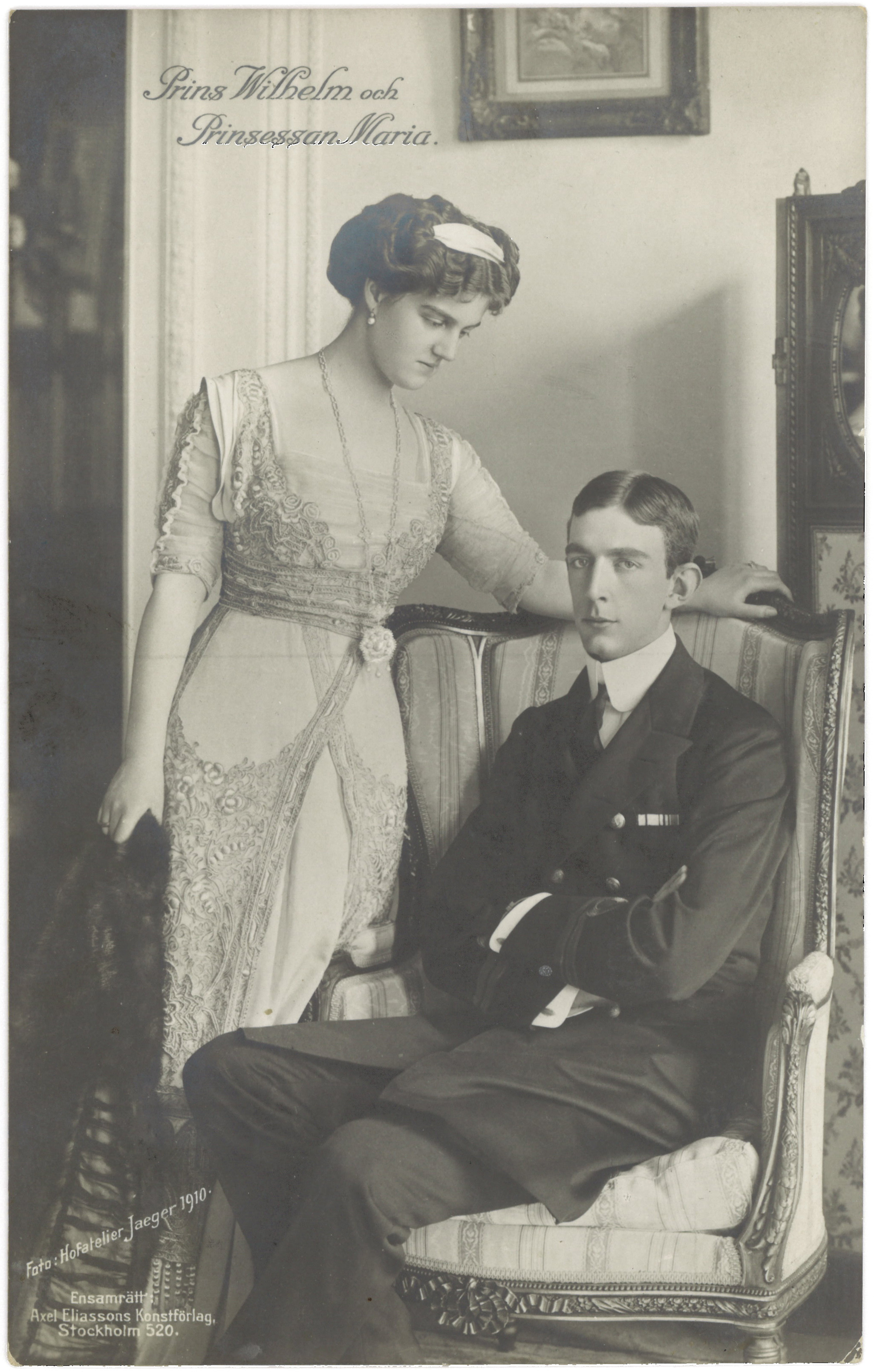
Prințul Wilhelm al Suediei și Marea Ducesă Maria Pavlovna, 1910.

Wilhelm s-a născut la Palatul Tullgarn Palace și a fost al doilea fiu al regelui Gustaf al V-lea al Suediei și a reginei Victoria de Baden. La 3 mai 1908, la Țarskoe Selo, Wilhelm s-a căsătorit cu Marea Ducesă Maria Pavlovna a Rusiei, fiica Marelui Duce Paul Alexandrovici al Rusiei și a primei lui soții, Prințesa Alexandra a Greciei. Mireasa era verișoară cu Țarul Nicolae al II-lea al Rusiei și cu Prințul Filip, Duce de Edinburgh. Cuplul a avut un singur fiu: Prințul Lennart, Duce de Småland și mai târziu Contele de Wisborg (1909–2004).
Mariajul a fost unul nefericit. Fiul lor, Lennart, a scris mai târziu în autobiografia sa relevând anumite detalii din familia regală suedeză. Autobiografia spune că Maria, la fel ca și mătușa ei ducesa de Saxa-Coburg și Gotha, a simțit că s-a căsătorit sub rangul ei și acest lucru a cauzat probleme în cuplu.
În ultimii ani, ea ar fi spuns oamenilor că soțul ei era homosexual, sau cel puțin inadecvat sexual. Sugestia homosexualității a fost, probabil, o minciună rău intenționată, deoarece Wilhelm a avut mai târziu o relație de-a lungul vieții cu o altă femeie. Divorțul a fost acordat în 1914 iar Maria s-a întors în Rusia.
Wilhelm a avut o relație cu Jeanne de Tramcourt, relație care a durat din 1914 până la moartea Jeannei în 1952. Ei au trăit împreună peste 30 de ani la moșia Stenhammar, în apropiere de Flen. La 2 ianuarie 1952 ea a murit într-un accident de mașină în timpul unei furtuni de zăpadă, în apropiere de Stjärnhov în Södermanland, când erau în drum spre Stenhammar, după ce l-au vizitat pe fiul lui Wilhelm, Lennart. Wilhelm conducea atunci când accidentul a avut loc. Se spune că după această tragedie el nu și-a revenit.
Wilhelm a fost un fotograf bun și autorul mai multor cărți scrise în limba suedeză, sub pseudonimul Prins Wilhelm. În conformitate cu protocolul cerut de drepturile de autor în democrațiile moderne, Wilhelm s-a ținut departe de politică. Unul dintre rarele sale incursiuni în sfera politică s-a întâmplat în timpul celui de-Al Doilea Război Mondial, după asasinarea dramaturgului danez și a pastorului luteran Kaj Munk, la 4 ianuarie 1944. S-a susținut, probabil în mod corect, că forțele germane de ocupație (în mod specific Gestapo-ul) au fost în spatele uciderii, iar ziarul de rezistență daneză De frie Danske a avut reacții acuzatoare. Wilhelm a fost unul dintre cei care au condamnat crima.
Wilhelm a murit în somn, de atac cardiac, la Flen, cu doar 12 zile înainte să împlineascî 81 de ani.